# Ernst Ehlers (SS-Mitglied)
Ernst Boje Ehlers (* 16. Oktober 1909 bei Pinneberg; † 4. Oktober 1980 in Schleswig) war ein deutscher SS-Obersturmbannführer. Er war während der Zeit des Nationalsozialismus im von deutschen Truppen besetzten Belgien 1944 (bis 26. Februar) „Beauftragter des Chefs der Sicherheitspolizei und des SD“ (Leiter der „Judenabteilung“). Daher wurde Ehlers später oft als „Endlöser von Belgien“ bezeichnet. Erst 1980 kam ein Prozess gegen ihn zustande, Ehlers nahm sich jedoch kurz vor Prozessbeginn das Leben.

## Leben
Ehlers studierte zunächst Medizin. Zum 1. August 1928 trat er der NSDAP (Mitgliedsnummer 95.459) und 1932 der SS (Mitgliedsnummer 307.426) bei.

### Nationalsozialismus
Ab 1935 war er im Sächsischen Innenministerium tätig und fungierte dort ab 1936 als Regierungs- und Medizinalrat. Er wurde 1937 zum „SD“ versetzt und 1938 in der Hauptabteilung II im Sicherheitsdienst des Reichsführers SS eingesetzt. Nachdem er 1941 seine Prüfung zum Assessor abgelegt hatte, trat er noch im Juli desselben Jahres in die Gestapo ein, wo er bis etwa Ende 1943 Chef der Dienststelle Brüssel war, etwa ab Jahresbeginn 1944 als Beauftragter des Chefs der Sicherheitspolizei und des SD beim Militärbefehlshaber Belgien und Nordfrankreich in Brüssel.
Der „SS-Major“ Ehlers war zuständig für die Deportationen der belgischen Juden. Beginnend am 27. Juli 1942 bis 1944 wurden im SS-Sammellager Mechelen mehrere Transporte ins KZ Auschwitz organisiert, alle Zusammenstellungen erfolgten unter der Verantwortung Ehlers, der dafür das Goldene Parteiabzeichen erhielt.
Von insgesamt 998 Deportierten des ersten Transports waren 570 Männer und 428 Frauen, darunter insgesamt 140 Kinder. Die meisten hatten sich gemeldet, da sie einen in deutscher Sprache abgefassten so genannten „Arbeitsbefehl“ erhalten hatten und an einen Arbeitseinsatz glaubten. Bereits bei der Zusammenstellung des Transportes wurden 168 Personen in die Kategorie „KV“ (Keine Verwendung) eingestuft. 254 der Deportierten wurden bei der Ankunft in Auschwitz sofort ermordet, darunter alle 140 Kinder.
Dieser Deportation folgten bis zum 31. Juli 1944 noch 26 weitere Transporte.
Stellvertreter von Ehlers war Constantin Canaris (ein Neffe von Wilhelm Franz Canaris). Ehlers war direkter Vorgesetzter des später für die Deportation von 25.000 Juden und Sinti nach Auschwitz einzig verurteilten „Judenreferenten“ Kurt Asche.
Vom 26. Februar 1944 bis zum Kriegsende im Mai 1945 war Ernst Ehlers Inspekteur der Sicherheitspolizei und des SD Kassel (Wehrkreis IX). Nachfolger von Ehlers in Belgien wurde sein Vertreter Constantin Canaris.

### Nach Kriegsende
Nach Ende des Zweiten Weltkriegs lebte Ehlers zunächst unbehelligt bei Verwandten in Freiburg-Elbe unter seinem richtigen Namen. Er fühlte sich dann offenbar vor Verfolgung so sicher, dass er sich 1957 als Hilfsrichter beim Verwaltungsgericht Schleswig bewarb und eingestellt wurde. Bereits nach zwei Jahren wurde er zum Verwaltungsgerichtsrat ernannt (nach anderen Angaben war er Richter beim Landessozialgericht). Auch viele weitere ehemalige NS-Anhänger waren in der schleswig-holsteinischen Landesverwaltung, namentlich in der Justiz, untergekommen.
Intensive Nachforschungen des Pariser Rechtsanwalts Serge Klarsfeld und seiner Frau Beate führten zur Aufklärung der Identität und des Wohnortes von Ehlers. Auf Nachfrage der in Ludwigsburg bei Stuttgart angesiedelten Zentralen Stelle der Landesjustizverwaltungen zur Aufklärung nationalsozialistischer Verbrechen, die seit Anfang der 1960er Jahre gegen Ehlers ermittelte, ob ein Ernst Ehlers aus Brüssel beim Schleswiger Gericht tätig sei, leugnete sein Dienstvorgesetzter dies jedoch zunächst.
Die schleswig-holsteinische Justiz nahm zunächst weder Ermittlungsverfahren gegen Ernst Ehlers noch gegen Kurt Asche, Constantin Canaris und Karl Fielitz, den Leiter der Außenstelle Antwerpen, auf. Stattdessen wurde das Verfahren jahrzehntelang verschleppt. Erst als die Ludwigsburger Zentralstelle 1967 der Staatsanwaltschaft in Kiel das Ergebnis der Vorermittlungen übersandte (52 Aktenbände) und die Presse den Fall aufgriff, nahm sie Ermittlungen auf. Jedoch erst im Oktober 1972 beantragte die Staatsanwaltschaft, die gerichtliche Voruntersuchung zu eröffnen. Dem Antrag wurde ein Jahr später, im Oktober 1973 entsprochen.
Erst durch die Presseberichte wurde der schleswig-holsteinische Justizminister aktiv. Ehlers wurde nun (bei vollem Weiterbezug seines Gehaltes) vom Dienst suspendiert und 1974 in den vorläufigen Ruhestand versetzt (die weitergezahlten Bezüge summierten sich auf insgesamt 450.000 Deutsche Mark).

### Prozess
Im Februar 1975 kam es schließlich zu einer Anklage der Kieler Staatsanwaltschaft gegen Ehlers als Hauptangeklagten sowie Canaris, Asche und Fielitz beim Schwurgericht Flensburg. Am 27. Januar 1976 lehnte jedoch die 1. Große Strafkammer des Landgerichts Flensburg die Eröffnung der Hauptverhandlung mit der Begründung ab, den Angeklagten werde nicht nachzuweisen sein, von der organisierten Tötung der deportierten Juden gewusst zu haben; eine Verurteilung erscheine daher unwahrscheinlich. Die Flensburger Richter sahen lediglich bei Ehlers und Asche einen „nicht unerheblichen Verdacht“. Und auch Canaris und Fielitz seien „durch eine Reihe von Umständen belastet“, letzterer durch solche „geringeren Gewichts“. Im Mai desselben Jahres besetzten jüdische Demonstranten aus Belgien, begleitet von einem Brüsseler Fernsehteam und Beate Klarsfeld, die Wohnung von Ernst Ehlers in Schleswig. Aus dem Fenster hängten sie ein Spruchband mit der Forderung: „Verurteilt so schnell wie möglich den NS-Verbrecher Ehlers, verantwortlich für den Tod von 25.000 Juden aus Belgien“.
Auf eine Beschwerde der Staatsanwaltschaft hob der 1. Strafsenat des Oberlandesgerichts Schleswig am 1. März 1977 den Beschluss des Landgerichts auf und verwies das Verfahren zur Hauptverhandlung an das Landgericht Kiel. Gegen den Verweisungsbeschluss erhob Ehlers wie die anderen Angeklagten Verfassungsbeschwerde mit der Begründung, er werde seinem gesetzlichen Richter entzogen. Das Bundesverfassungsgericht lehnte die Annahme der Beschwerde am 23. November 1979 mangels hinreichender Aussicht auf Erfolg ab.
Bei seiner Vernehmung gab Ehlers an, er habe in Brüssel „seine Dienstgeschäfte im humanen Geist wahrgenommen“. Der Chefankläger im Düsseldorfer Majdanek-Prozess äußerte, es sei Ehlers Verdienst gewesen, „wenn es in Belgien weniger scharf zuging als anderswo“.
Kurz vor offiziellem Beginn der Hauptverhandlung (26. November 1980) nahm sich Ehlers am 4. Oktober 1980 in Schleswig das Leben. Die Verfahren der meisten anderen Angeklagten wurden eingestellt. Nur Kurt Asche, der die meiste Zeit des Prozesses geschwiegen hatte und nur äußerte, dass er lediglich den Befehlen von Ehlers gehorcht und von dem Ziel der Deportationstransporte nichts gewusst habe, wurde am 8. Juli 1981 vom Landgericht Kiel zu sieben Jahren Gefängnis verurteilt.